# Ano Doliana
Ano Doliana (där ano betyder "övre", grekiska: Άνω Δολιανά, grekiskt uttal: [ano ðolianaː]) eller bara Doliana, är en stenbyggd bergig by i kommunen Dimos North Kynouria, i östra Arkadien, Grekland. År 2011 hade den 90 invånare. Det är en skyddad traditionell bosättning. 

## Verksamhet

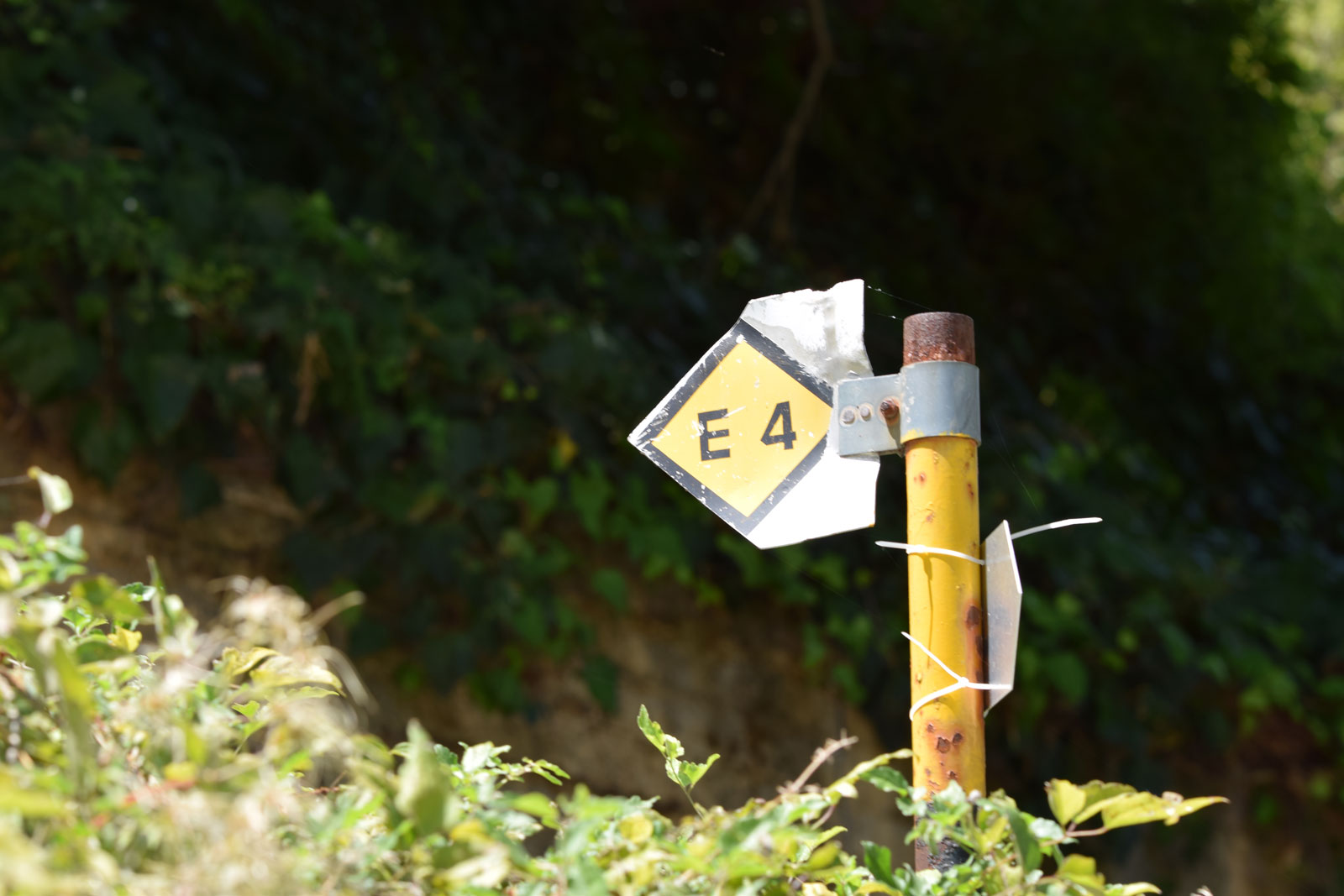
E4 europeisk vägskylt i Ano Doliana.

E4 europeiska långvägskorsning korsar rakt igenom Doliana, vilket gör den till en idealisk plats för vandring.